# مجمع‌الجزایر فریول

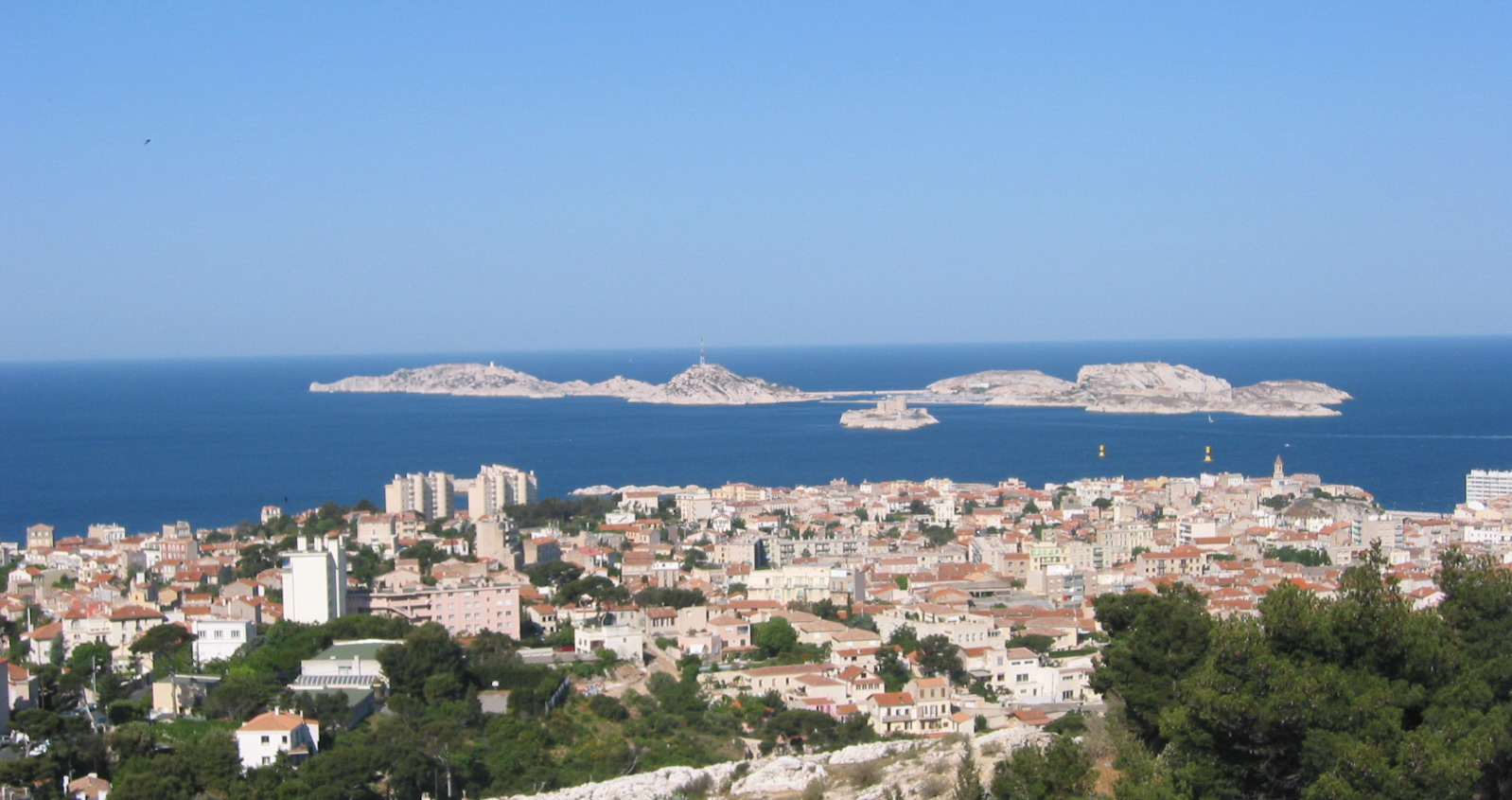
مجمع‌الجزایر فریول از مارسی

مجمع‌الجزایر فریول (انگلیسی: Frioul archipelago) شامل چهار جزیره در دریای مدیترانه در ۴ کیلومتری ساحل شهر مارسی، فرانسه است. این جزیره‌ها در کل دارای ۲۰۰ هکتار وسعت و ۱۴۶ نفر جمعیت در سال ۲۰۱۵ بوده‌است.

## نگارخانه

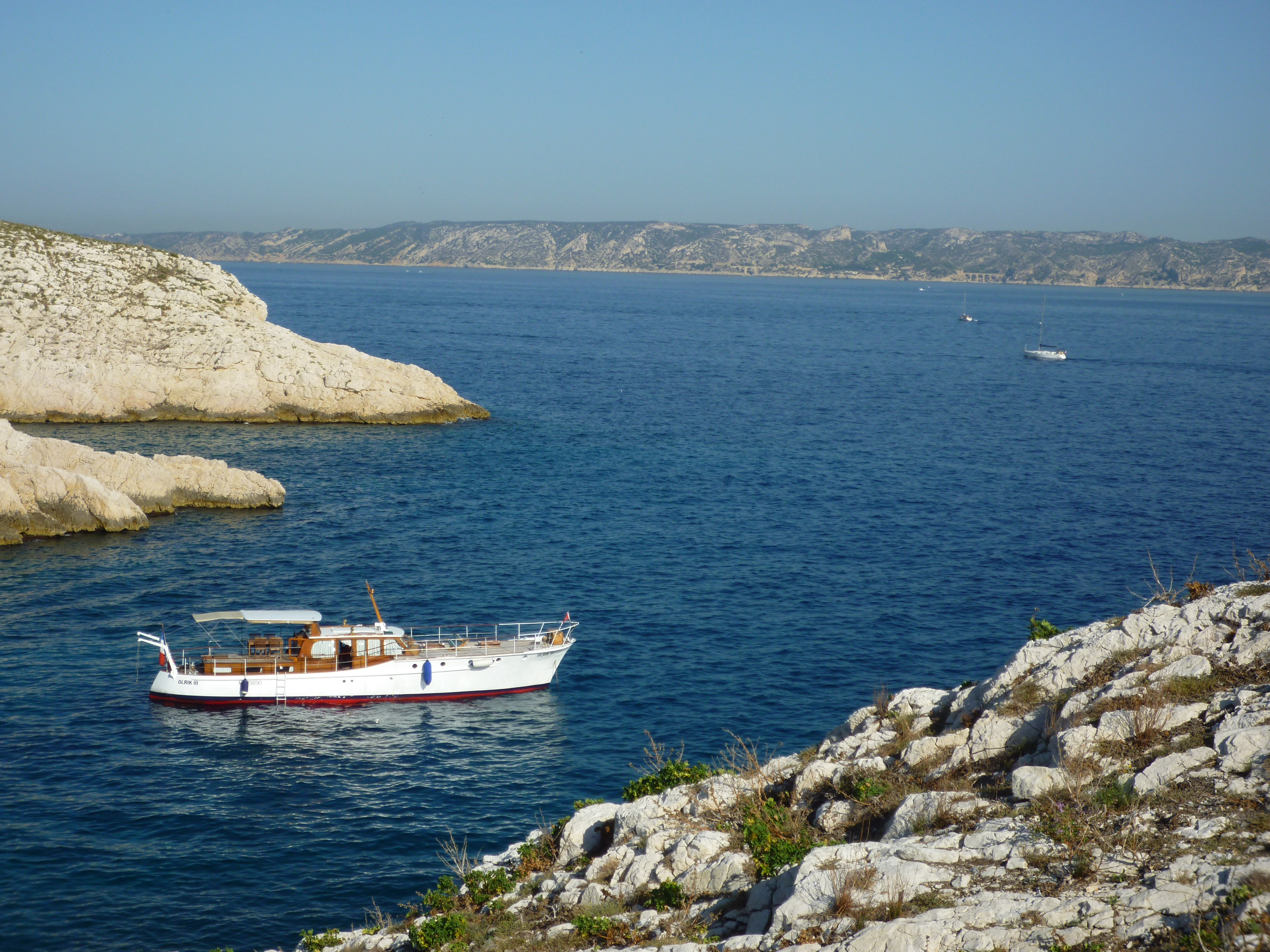
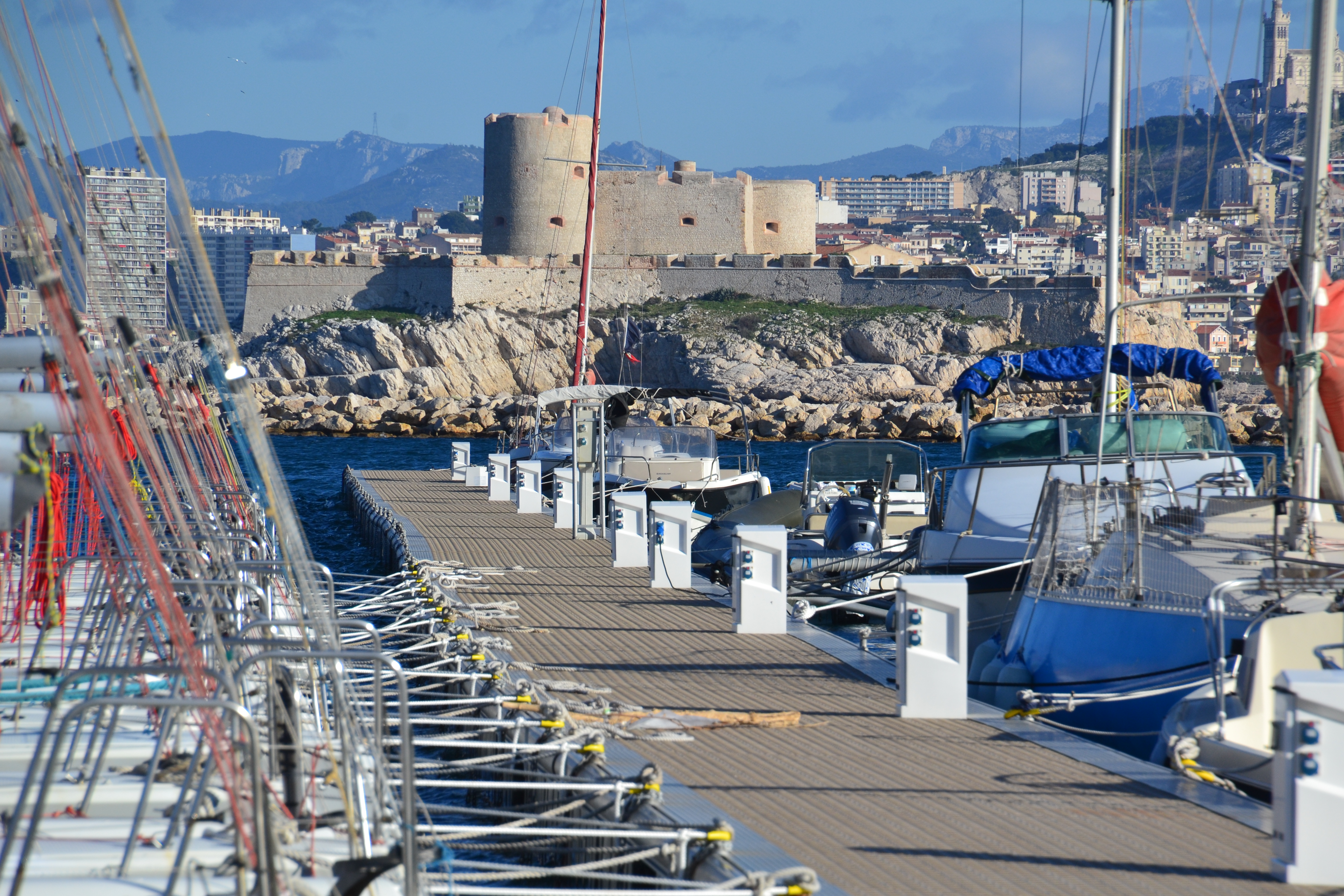
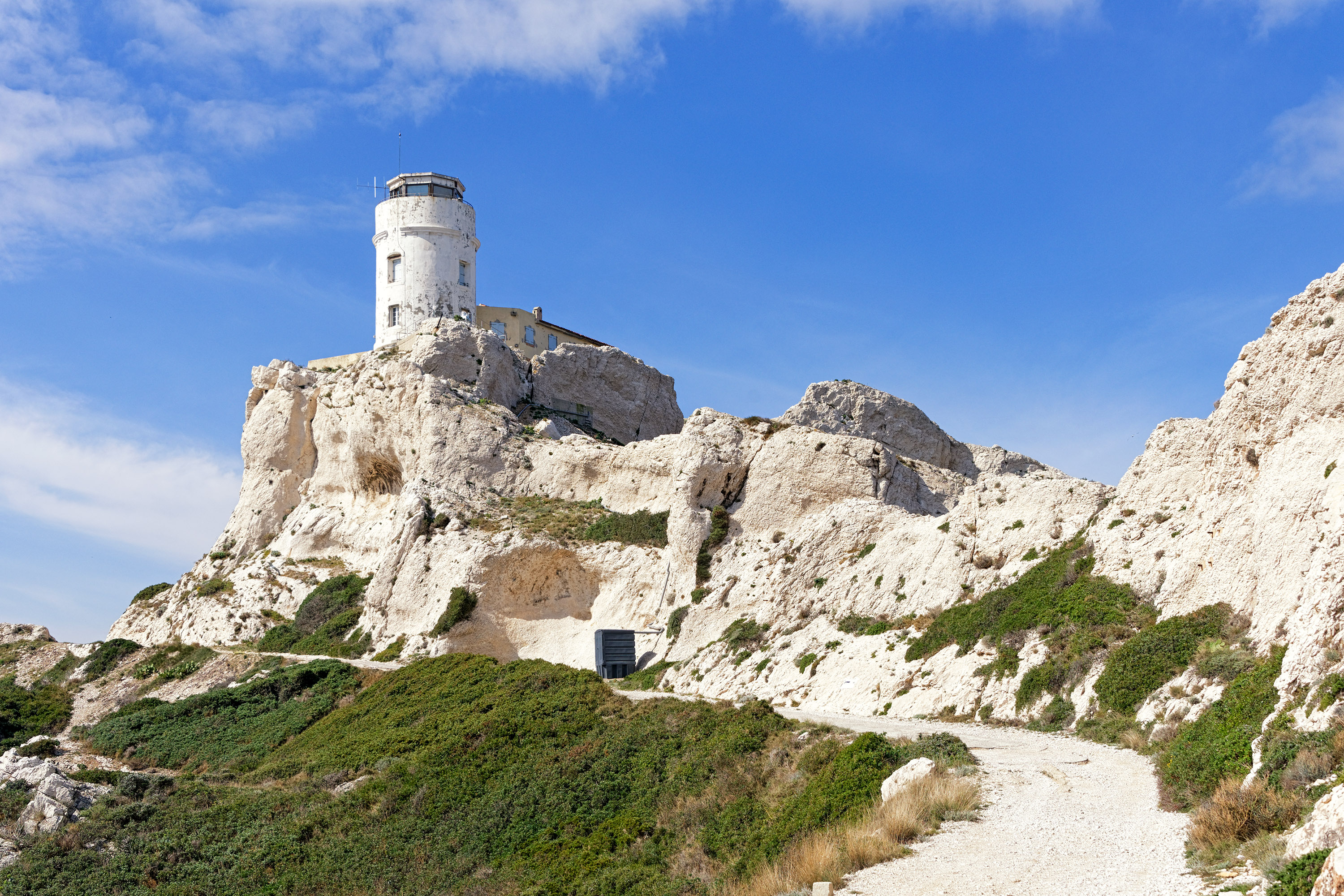
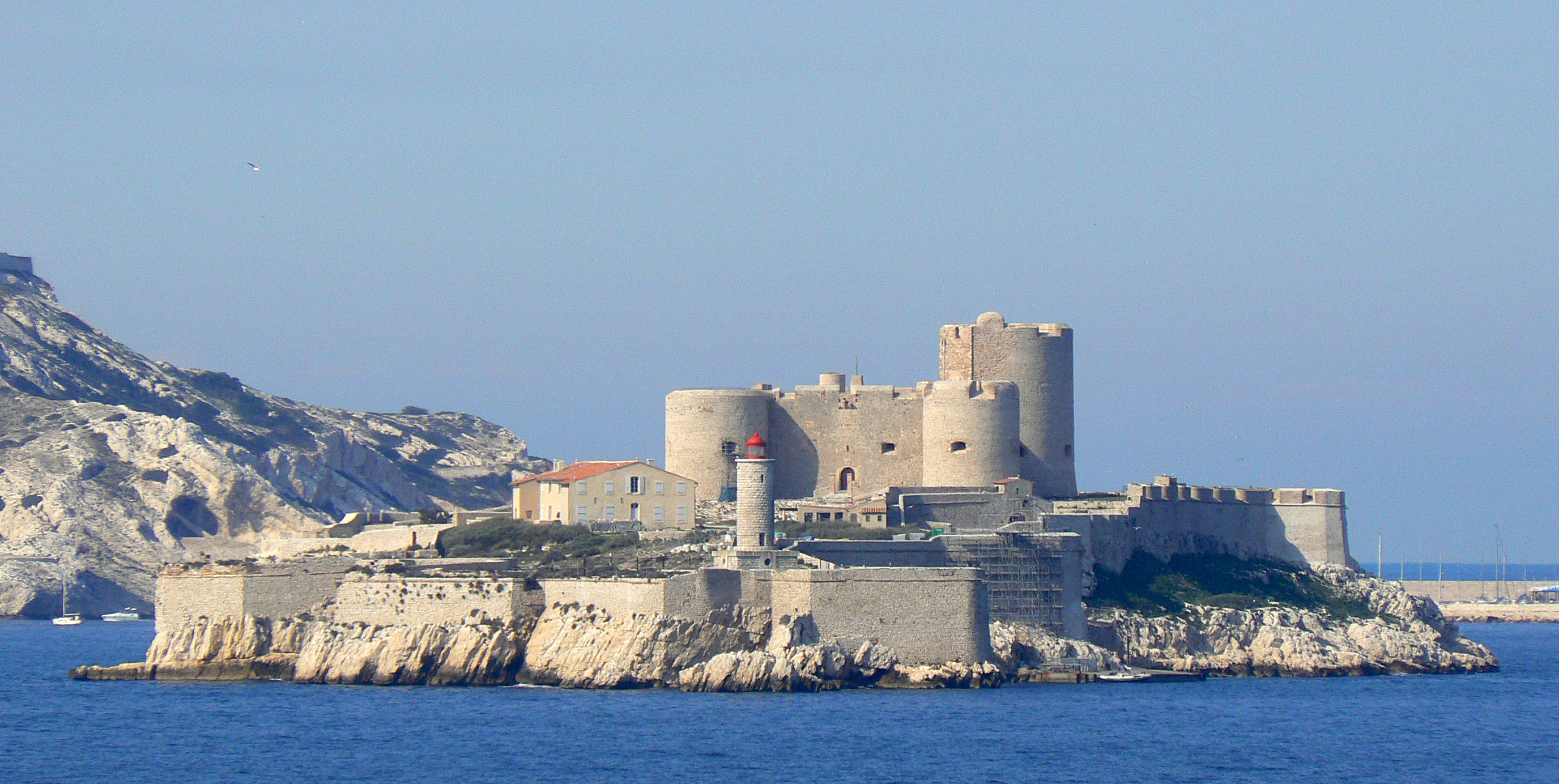
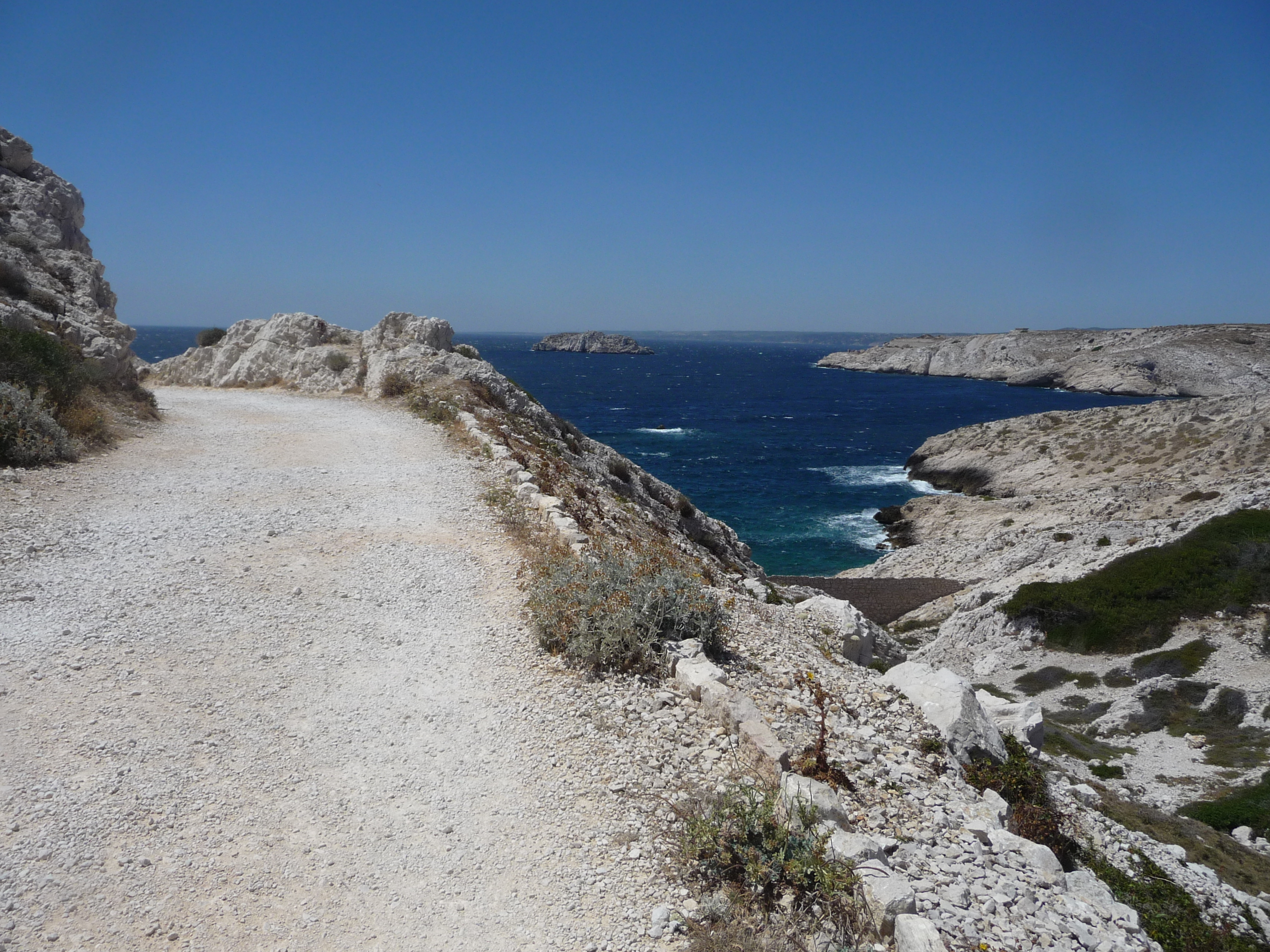
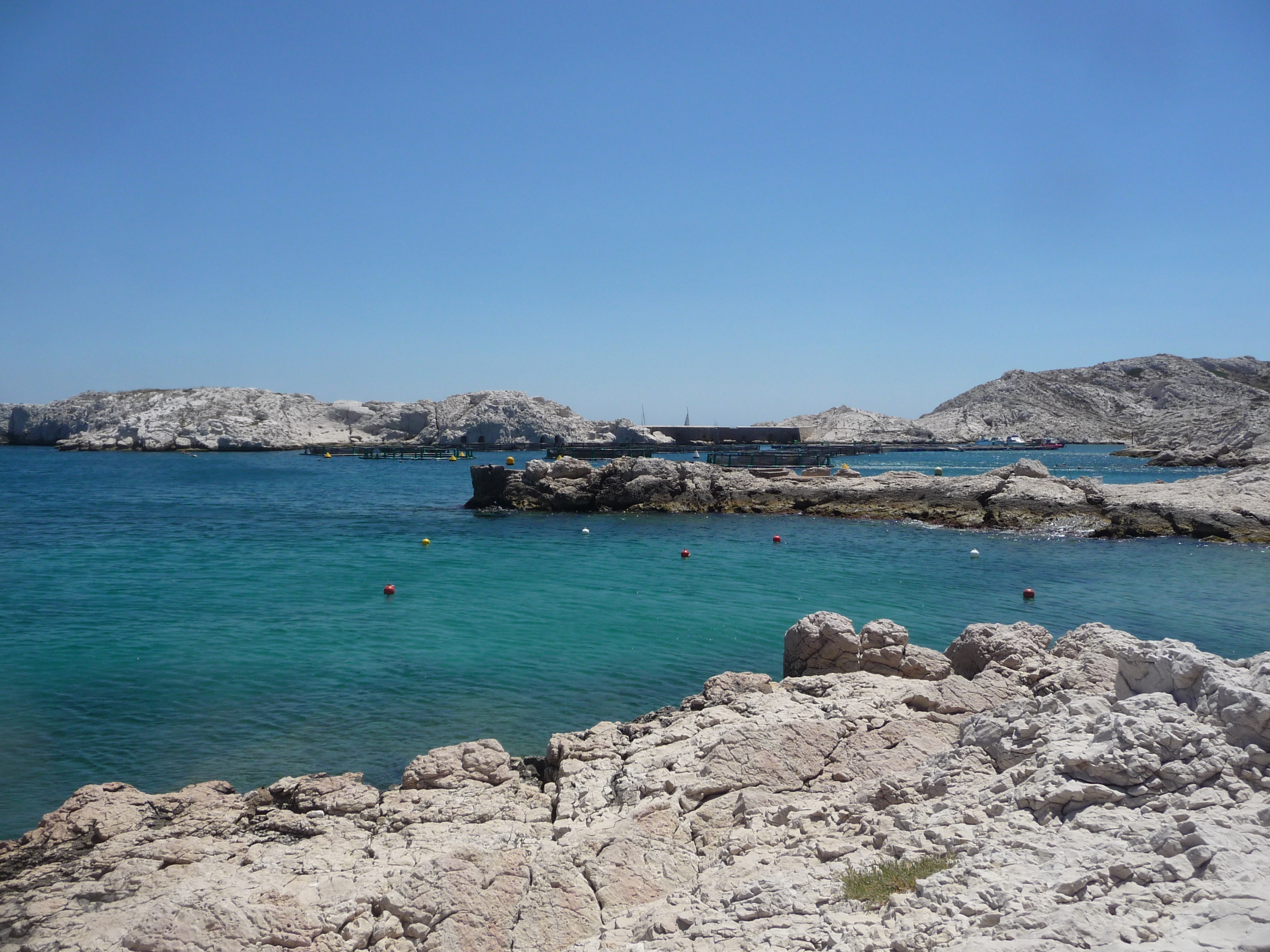